# Csebokszári
Csebokszári (csuvas nyelven: Шупашкар; oroszul: Чебоксары) Oroszország egy történelmi városa. A Csuvas Köztársaság fővárosa, a régió kulturális, oktatási, politikai, pénzügyi, kereskedelmi és gazdasági központja.
Lakossága: 453 721 fő (a 2010. évi népszámláláskor).

## Fekvése
A Volga középső folyásán a folyó jobb partján terül el. Nyizsnyij Novgorod és Kazany között.

## Története
Az első írásos feljegyzés Csebokszárit 1469-ben említi, amikor a Kazanyi Kánság ellen vonuló orosz seregek megálltak a településen. Régészeti ásatások tanúsága szerint nagyjából a 13. század közepétől létezett bolgár-csuvas település a város mai területén. 1555-ben épült fel a csebokszári katonai város, amely fontos védelmi pont Oroszország és a tatár kánságok között. 1723-ban a városnak közel 2000 lakosa volt, míg a 19. század végén lakosainak száma meghaladta az 5000-et. Ekkor Csebokszári a Volga-vidék jelentős kereskedelmi központja. Az ipari fejlődés lassan indult a 19. század közepén elsősorban fafeldolgozó üzemek működtek a városban.

## Oktatás
Csebokszáriban található a Csuvas Állami Egyetem és a Csuvas Állami Pedagógiai Főiskola a csuvas nyelvű oktatás és a csuvas kultúra és tudomány központja.

## Gazdasági élet, közlekedés

### Gazdaság
A város gazdaságában meghatározó a nehézipar. 43 nehézipari üzem található ezek közül is kiemelkedik az elektrotechnikai gépgyártás. Fontos még a traktorgyártás, gépgyártás és műszergyártás. Könnyűipari termékek között fontos a kötöttáru, élelmiszeripari termékek, és a szeszgyártás (két jelentős vodka gyártó is települt a városba).

### Közlekedés
A csebokszári repülőtér (IATA: CSY, ICAO: UWKS) 1995-től hivatalos nemzetközi repülőtér, amely képes minden forgalomban lévő repülőgéptípus fogadására. Naponta több járat köti össze Csebokszárit Moszkvával és más orosz városokkal.
Csebokszári fontos folyami kikötő. Déli irányban Volgográd, Rosztov-na-Donu, Asztrahán, a Kaszpi-tenger és a Fekete-tenger közvetlenül elérhető. Nyugati irányba pedig a Volga összeköti a várost Nyizsnyij Novgoroddal, Jaroszlavllal és Moszkvával, és a Néván keresztül a Balti-tengeri kikötőkkel. A Volgát azonban december és április között Csebokszárinál jég fedi.
A városi közlekedést autó- és trolibuszok biztosítják a városban; 20 autóbusz és 18 trolibusz vonalon szállítja a városi közlekedési vállalat az utasokat.

## Látnivalók
Csebokszári legfontosabb látnivalója és történelmi emléke a Vvegyenszkij katedrális. A templom építésére 1555-ben Rettegett Iván cár adott utasítást és az építkezést azonnal meg is kezdték Gurij kazanyi érsek irányításával. A katedrális 1657-ben készült el véglegesen. Az idők folyamán többször felújították, de ma is hűen őrzi 17. századi formáját. Ez Csuvasföld legrégebbi egyházi épülete.